# Edmonton Journal
L'Edmonton Journal est un quotidien canadien de langue anglaise publié à Edmonton, en Alberta. C'est une filiale de Postmedia Network, qui publie aussi le National Post.
Post Media est détenu par le fonds américain Chatham Asset Management.

## Histoire
Le Journal fut fondé en 1903 par trois hommes d'affaires locaux — John Macpherson, Arthur Moore et J.W. Cunningham — pour faire compétition au premier journal albertain, le Edmonton Bulletin, qui existait depuis déjà 23 ans. En moins d'une semaine, le Journal avait annexé un autre quotidien, The Edmonton Post et a établi une politique éditoriale appuyant le Parti conservateur contre la position pro-libérale du Bulletin. En 1912, le Journal fut vendu à la famille Southam.
La première station de radio d'Alberta, CJCA, commença à transmettre depuis l'édifice du Journal en 1922.
En 1937, le Journal entra en conflit avec la tentative du premier ministre albertain William Aberhart de voter une loi obligeant les journaux à publier les réfutations du gouvernement contre les articles que le Conseil des ministres jugeait inexactes. Après avoir combattu avec succès la loi jusqu'en Cour suprême du Canada, le Journal devient le premier journal non-américain à recevoir un Prix Pulitzer, remportant une plaque de bronze spéciale en 1938 pour avoir défendu la liberté de la presse.
Après la fermeture du Bulletin en 1951, le Journal devient le plus ancien et le seul quotidien restant à Edmonton. Cette situation continue jusqu'en 1978, lorsqu'est lancé le Edmonton Sun.

### Identité visuelle (logotype)

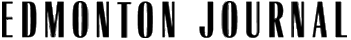
Ancien logo du Edmonton Journal.
Logo actuel du Edmonton Journal.